# 10월 29일
10월 29일은 그레고리력으로 302번째(윤년일 경우 303번째) 날에 해당한다.

## 사건
- 1591년 - 교황 인노첸시오 9세가 교황청 대심원장에 임명되다.
- 1918년 - 러시아 소비에트 연방 사회주의 공화국에서 콤소몰이 설립되다.
- 1923년 - 터키가 공화국이 되다.
- 1929년 - 검은 화요일
- 1941년 - 홀로코스트: 코브노게토의 제9요새에서 나치 독일 점령군들에 의해 1941년 10월 29일 카우나스 학살(영어판) 참사가 발생하다.
- 1948년 - 이스라엘-팔레스타인 분쟁: 사프사프 학살 참사: 이스라엘의 병사들이 갈릴래아에 위치한 팔레스타인 사프사프 마을을 차지하고 52~64명 사이의 마을 주민들이 학살되다.
- 1950년 - 구스타프 6세, 스웨덴 국왕으로 즉위.
- 2005년 - 2005년 델리 폭탄 테러로 인해 60명 이상이 사망하다.
- 2008년 - 파키스탄 발루치스탄에서 발생한 2008년 파키스탄 지진으로 인해 215명이 사망하다.
- 2009년 - 대한민국 헌법재판소가 민주당을 비롯한 야당 의원들이 신청한 미디어법 권한쟁의 심판에 대하여 심의표결권 침해에 대해서는 위헌, 미디어법 효력 정지 가처분 신청에 대해서는 기각으로 판결하다.
- 2012년 - 허리케인 샌디가 미국 동부 해안을 강타해 286명이 사망하다.
- 2015년 - 중화인민공화국이 한 자녀 정책을 폐지하다.
- 2016년 - 대한민국에서 박근혜 대통령의 하야를 촉구하는 첫 촛불집회가 열리다.
- 2018년 - 보잉 737 MAX 항공기가 인도네시아 자카르타에서 이륙 후 추락하여 189명이 목숨을 잃는 참사가 발생하다.
- 2021년 - 로블록스의 모든 서버가 3일간 다운되다.
- 2022년
  - 대한민국 서울특별시 용산구 이태원동에서 대규모 압사 사고가 발생하다.
  - 소말리아의 이슬람 무장조직 알샤바브에 의해 발생한 2022년 10월 모가디슈 폭탄 테러(영어판)로 인해 적어도 121명이 사망하고 350명 이상이 부상을 당하다. 2017년 10월 14일 모가디슈 폭탄 테러 이후 최악의 참사로 기록되다.

## 문화
- 1675년 - 라이프니츠가 처음 적분 기호로 긴 s (∫)를 사용하다.
- 1785년 - 볼프강 아마데우스 모차르트의 오페라 돈 지오반니가 프라하에서 초연되다.
- 1984년 - 한국방송공사, 'KBS' 폰트로 변경.
- 1999년 - KBO 리그 KBO 한국시리즈 5차전에서 한화 이글스가 롯데 자이언츠를 4대 3으로 꺾고 시리즈 전적 4승 1패로 1986년 창단 이후 13년만에 통산 1번째 우승을 달성하였다.
- 2005년 - MBC TV 쇼! 음악중심 첫 방영
- 2006년 - KBO 리그 KBO 한국시리즈 6차전에서 삼성 라이온즈가 한화 이글스를 3대 2로 꺾고 시리즈 4승 1무 1패로 통산 4번째 우승을 달성하였다. 2005년 한국시리즈에 이은 2연패이다.
- 2007년 - KBO 리그 KBO 한국시리즈 6차전에서 SK 와이번스가 두산 베어스를 5대 2로 꺾고 시리즈 전적 4승 2패로 2000년 창단 이후 7년만에 통산 1번째 우승을 달성하였다.
- 2009년 - 수도권제2순환고속도로 봉담 나들목 ~ 동탄 분기점 구간 개통.
- 2010년 - MBC의 주말의 명화가 1969년 이후 41년만에 종영되었다.
- 2012년 - SBS TV 24시간 종일방송 개시.
- 2018년
  - 메이저 리그 베이스볼 월드 시리즈 5차전에서 보스턴 레드삭스가 로스앤젤레스 다저스를 5대 1로 꺾고 2013년 이후 5년만에 통산 9번째 우승을 달성하였다.
  - 그룹 아이즈원이 데뷔하였다.
  - 이스탄불 공항 개항.

## 탄생
- 1571년 - 이탈리아의 화가 카라바조. (~1610년)
- 1707년 - 조선 영조의 후궁 귀인 조씨. (~1780년)
- 1897년 - 나치 독일의 선전장관 요제프 괴벨스. (~1945년)
- 1898년 - 대한민국의 정치인 조봉암. (~1959년)
- 1901년 - 대한민국의 시인, 소설가 월탄(月灘) 박종화. (~1981년)
- 1907년 - 대한민국의 수필가 이준석. (~1999년)
- 1917년 - 미국의 배우, 가수 에디 콘스탄틴. (~1993년)
- 1918년 - 미국의 배우 다이애나 세라 캐리. (~2020년)
- 1920년 - 대한민국의 정치인 신현확. (~2007년)
- 1925년 - 영국의 수학자, 필즈상 수상자 클라우스 로스.
- 1930년 - 프랑스의 조각자 니키 드 생팔. (~2002년)
- 1935년 - 일본의 애니메이션 감독 타카하타 이사오. (~2018년)
- 1942년 - 미국의 화가 밥 로스. (~1995년)
- 1944년 - 영국의 싱어송라이터, 작곡가 데니 레인. (~2023년)
- 1947년 - 미국의 배우 리처드 드라이퍼스.
- 1948년 - 대한민국의 언론인 문창극.
- 1950년 - 대한민국의 배우 하대경.
- 1954년
  - 영국의 소설가 리 차일드.
  - 일본의 전 축구 선수 세키구치 히사오.
- 1955년 - 대한민국의 정치인 김혜성.
- 1956년
  - 대한민국의 야구 선수 유두열. (~2016년)
  - 일본의 영화 감독, 각본가 스오 마사유키.
- 1957년 - 미국의 배우 겸 성우 댄 카스텔라네타.
- 1959년
  - 대한민국의 아나운서 홍은철.
  - 대한민국의 가수 방실이. (~2024년)
  - 탄자니아의 제5대 대통령 존 마구풀리. (~2021년)
  - 일본의 애니메이션 감독, 연출가 시노하라 토시야.
- 1960년 - 카자흐스탄의 기업가 블라디미르 킴.
- 1961년 - 대한민국의 배우 나영희.
- 1962년
  - 대한민국의 법조인 오석준.
  - 팔레스타인의 정치인 야흐야 신와르. (~2024년)
- 1963년 - 대한민국의 정치인 허성무.
- 1964년
  - 잉글랜드의 모델 야스민 르 봉.
  - 미국의 음악가 존 웨스트.
- 1967년
  - 멕시코의 야구 선수 나르시소 엘비라. (~2020년)
  - 영국의 배우 루퍼스 슈얼.
  - 대한민국의 기업인 이철상.
- 1968년
  - 대한민국의 아나운서 김범수.
  - 일본의 아이돌 츤쿠.
- 1969년 - 대한민국의 가수 겸 기업인 진시몬.
- 1970년
  - 네덜란드의 전 축구 선수 에드빈 판 데르 사르.
  - 네덜란드의 전 축구 선수, 현 축구 코치 필립 코퀴.
- 1971년 - 미국의 배우 위노나 라이더.
- 1972년
  - 러시아의 미술가 안드레이 프로코피예프.
  - 미국의 배우 트레이시 엘리스 로스.
  - 쿠바의 유도 선수 레그나 베르데시아.
- 1973년 - 프랑스의 전 축구 선수 로베르 피레스.
- 1974년
  - 대한민국의 성우 정형석.
  - 대한민국의 배우 조재윤.
- 1975년 - 멕시코의 야구 선수 카림 가르시아.
- 1976년 - 미국의 배우, 가수, 감독 밀레나 고비치.
- 1977년 - 핀란드의 대한민국에서 활동하는 번역가, 공무원, 방송인 따루 살미넨.
- 1978년
  - 대한민국의 전 스타크래프트 프로게이머 김가을.
  - 대한민국의 가수 김재석 (원티드).
- 1979년
  - 대한민국의 가수 시온.
  - 말레이시아의 가수, 배우 마야 카린.
- 1980년
  - 대한민국의 전 축구 선수, 지도자 박재현.
  - 미국의 배우 벤 포스터.
- 1981년
  - 대한민국의 래퍼 마부스 (일렉트로보이즈).
  - 대한민국의 희극인 김세아.
  - 일본의 전직 프로 야구 선수 고마쓰 사토시.
- 1982년
  - 중화민국의 배우 겸 가수 린이천.
  - 시리아의 제4대 대통령 아메드 알샤라.
- 1983년
  - 대한민국의 아나운서 진유현.
  - 대한민국의 배우 김지아.
  - 프랑스의 축구 선수 제레미 마티외.
  - 미국의 영화배우 조니 루이스. (~2012년)
- 1984년
  - 대한민국의 배우 이청아.
  - 대한민국의 축구 선수 김태진.
- 1985년
  - 대한민국의 축구 선수 김민식.
  - 대한민국의 배우 강일.
  - 잉글랜드의 배우 재닛 몽고메리.
- 1986년
  - 대한민국의 야구 선수 오재일.
  - 대한민국의 뮤지컬 배우 최연우.
  - 일본의 만화가 ONE.
- 1987년
  - 대한민국의 농구 선수 김정은.
  - 대한민국의 축구 선수 김혜성.
  - 스웨덴의 싱어송라이터 토베 로.
  - 일본의 가수 오가와 마코토.
  - 일본의 축구 선수 이토 슌.
- 1988년
  - 대한민국의 배우 이미소.
  - 대한민국의 배우 이지훈.
  - 대한민국의 전직 스타크래프트 프로게이머 문성원.
  - 러시아의 배구 선수 드미트리 무세르스키.
- 1989년
  - 잉글랜드의 축구 선수 조엘 워드.
  - 일본의 아이돌 사에키 미카. (AKB48)
  - 터키, 독일의 배우, 모델, 미인대회 우승자 레일라 리디아 투우툴루.
- 1990년 - 대한민국의 성우 최결.
- 1991년 - 대한민국의 아나운서 박지민.
- 1992년
  - 대한민국의 가수 이바다.
  - 대한민국의 야구 선수 사공엽.
  - 대한민국의 모델 이혜진.
  - 프랑스의 농구 선수 에반 푸르니에.
- 1993년
  - 대한민국의 래퍼 옐로펌피.
  - 미국의 배우 인디아 아이슬리.
- 1994년 - 대한민국의 요트 선수 조원우.
- 1995년
  - 대한민국의 배구 선수 이인희.
  - 캐나다의 유도 선수 크리스타 데구치.
  - 필리핀의 권투 선수 에우미르 마르시알.
- 1996년
  - 대한민국의 야구 선수 김지수.
  - 노르웨이의 싱어송라이터 아스트리드 S.
- 1997년 - 대한민국의 축구 선수 김민수.
- 1998년 - 캐나다의 레이싱 드라이버 선수 랜스 스트롤.
- 2000년 - 대한민국의 뮤지컬 배우 겸 방송인 김시은.
- 2001년
  - 대한민국의 배우 이소원.
  - 대한민국의 가수 나린.
- 2002년 - 오스트레일리아의 싱어송라이터 Ruel.
- 2003년 - 대한민국의 가수 유빈.
- 2004년 - 대한민국의 연극배우 박시민.

### 미상
- 대한민국의 헤어디자이너 박다현.

## 사망
- 1219년 - 고려 시대의 무신 최충헌. (1149년~)
- 1618년 - 신세계 최초의 잉글랜드 식민지를 세운 영국의 정치인 월터 롤리. (1554년~)
- 1829년 - 오스트리아의 피아니스트 마리아 안나 모차르트. (1751년~)
- 1897년 - 미국의 기자, 철학자, 경제학자 헨리 조지. (1839년~)
- 1924년 - 영국 출신의 미국 작가 프랜시스 호지슨 버넷. (1849년~)
- 1930년 - 러시아의 화가 일리야 레핀. (1844년~)
- 1963년 - 미국의 배우 애돌프 만주. (1890년~)
- 1969년 - 코스타리카의 제33대 대통령 프란시스코 오를리치. (1907년~)
- 1997년 - 사탄교회의 창설자, 교주 앤턴 라베이. (1930년~)
- 2019년 - 대한민국의 노동자이자 문재인의 모친 강한옥. (1928년~)
- 2020년 - 러시아의 지휘자 알렉산드르 베데르니코프. (1964년~)
- 2021년 - 대한민국의 시민운동가 김문숙. (1927년~)
- 2022년
  - 대한민국의 제12~14대 국회의원 박실. (1939년~)
  - 대한민국의 정치인 이춘섭. (1935년~)
- 2023년
  - 일본의 베이시스트 HEATH. (1968년~)
  - 대한민국의 정치인 고규창. (1964년~)
  - 일본의 역사가 나카쓰카 아키라. (1929년~)
- 2024년 - 미국의 영화배우 테리 가. (1944년~)

## 기념일
- 세계 뇌졸중의 날(World Stroke Day)
- 지방자치 및 균형발전의 날: 대한민국

## 같이 보기
- 전날: 10월 28일 다음날: 10월 30일 - 전달: 9월 29일 다음달: 11월 29일
- 음력: 10월 29일
- 모두 보기